# Bruno Cabrerizo
Bruno Cabrerizo (sinh ngày 19 tháng 7 năm 1979) là một cầu thủ bóng đá người Brasil.

## Sự nghiệp câu lạc bộ
Bruno Cabrerizo đã từng chơi cho Sagan Tosu.

## Thống kê câu lạc bộ

### J.League
| Đội        | Năm       | J.League | J.League | J.League Cup | J.League Cup | Tổng cộng | Tổng cộng |
| Đội        | Năm       | Trận     | Bàn      | Trận         | Bàn          | Trận      | Bàn       |
| ---------- | --------- | -------- | -------- | ------------ | ------------ | --------- | --------- |
| Sagan Tosu | 2003      | 13       | 1        | -            | -            | 13        | 1         |
| Tổng cộng  | Tổng cộng | 13       | 1        | 0            | 0            | 13        | 1         |